# إل تيمبلو
بلدية إل تيمبلو (بالإسبانية: El Tiemblo) هي بلدية تقع في مقاطعة آبلة التابعة لمنطقة قشتالة وليون وسط إسبانيا.

## الديموغرافيا
يبلغ عدد سكان بلدية إل تيمبلو 4.442 نسمة عام 2011 (وفقاً للمعهد الوطني للإحصاء الإسباني).
| 3.797 | 3.736 | 3.641 | 3.837 | 4.116 | 4.337 | 4.442 |

## معرض صور

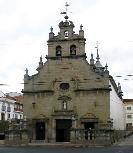
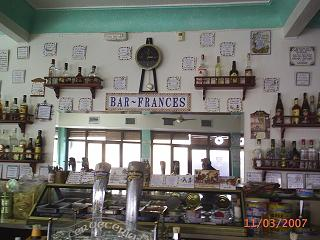
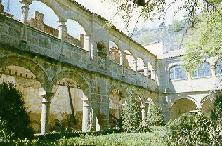